# Resen (Noord-Macedonië)
Resen (Macedonisch: Ресен) is een stad en gemeente in het zuidwesten van Noord-Macedonië. De gemeente heeft 16.825 inwoners (2002).
De stad werd in 1337 voor het eerst genoemd als middeleeuwse nederzetting, onder de naam Rosne2. De stad staat bekend om zijn fruit en ligt op 880 meter boven de zeespiegel.
Vier van de dorpen in de gemeente behoren tot het Nationale Park Galičica.